# Eighty Mile Beach

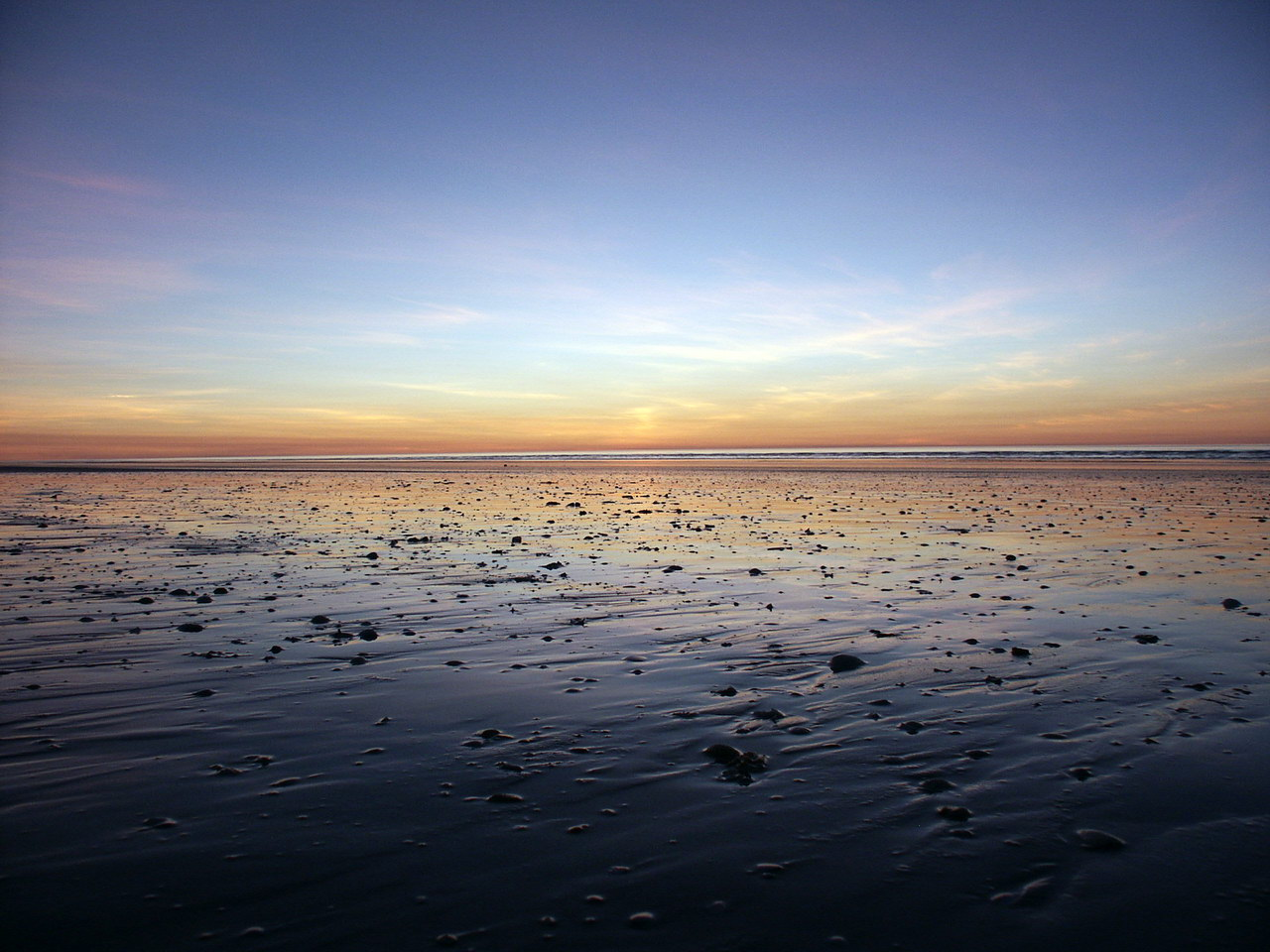
Eighty Mile Beach bei Sonnenuntergang

Der Eighty Mile Beach (wörtlich „80-Meilen-Strand“; auch Eighty-mile Beach oder 80-mile Beach geschrieben) liegt entlang der Nordwestküste von Western Australia. Er befindet sich ungefähr in der Mitte zwischen den Städten Broome und Port Hedland. Es handelt sich um einen Strand von etwa 220 km Länge, der eine Küstenlinie bildet, an der die Große Sandwüste den Indischen Ozean erreicht. Der Strand ist einer der bedeutendsten Orte für Watvögel in Australien. Das Feuchtgebiet von internationaler Bedeutung ist durch die Ramsar-Konvention geschützt.

## Geschichte

### Traditionelle Eigentümer und Nutzung
Der südlich gelegene Abschnitt des Eighty Mile Beach ist das traditionelle Eigentum der Aborigines der Nyangumarta, die durch viele Lieder, Traumzeit-Erzählungen und Zeremonien starke Beziehungen zum Strand und seiner Umgebung unterhalten. Im Juni 2009 erhielten die Nyangumarta einen Native Title über diesen Strandabschnitt durch den Federal Court of Australia. Das Gerichtsurteil betraf das Landrecht über Nyiyamarri Pukurl, ein Gebiet, das an den Eighty Mile Beach Caravan Park angrenzt.
Traditionelle Eigentümer des nördlich gelegenen Teils des Eighty Mile Beach, der in der Umgebung der milchwirtschaftlichen Anna Plains Station liegt, sind je zur Hälfte die Nyangumarta und Garadjari bzw. Karadjari. Beide Stämme stellten einen Antrag auf Eigentumsübertragung über das sich überlappende Gebiet und ein entsprechender Native Title wurde ihnen am 25. Mai 2012 zugesprochen. Das Gerichtsurteil betraf das Land bei Talgarno, ein früheres Militärgelände auf dem Gebiet der Milchwirtschaft der Anna Plains Station.
In der Sprache der Karajarri wird der Eighty Mile Beach auch Wender genannt, was a creaking noise (deutsch: ein knarrendes Geräusch) bedeutet. Es entsteht, wenn man über trocknenden Sand wandert. Heute leben viele Aborigines, die Verbindungen zu diesem Land haben, in der Bidyadanga Community, der früheren Aborigines-Missionsstation La Grange Mission, und nahe Frazier Downs. Zahlreiche Trinkwasserressourcen, genannt oaks bzw. lirri, liegen teilweise tief unter der Sandoberfläche hinter dem Strand. Dieses Wasser hatte für die Aborigines große Bedeutung. Viele der oaks waren auch Wasserreserven auf der Viehtreiberstrecke Kimberley-De Grey, die bis in die 1960er Jahre zur Überwindung langer Strecken genutzt wurde.

### Militärische Nutzung
Die Talgarno-Militärbasis, östlich von Anna Plains Station gelegen, war nach dem Zweiten Weltkrieg bedeutend für die Verfolgung der Flugbahn und Auffindung der britischen Mittelstreckenrakete vom Typ Blue Streak, die von Woomera in South Australia aus gestartet wurden. Eine unbefestigte Landebahn, Brunnenanlagen und ein Hochbunker aus Beton erinnern daran. 1999 testete das Australische Verteidigungsministerium das Abfeuern der Cruise-Missile aus dem Gebiet der Anna Plains Station als sie das Jindalee Operational Radar Network entwickelte.

### Watvogelforschung
Der Eighty Mile Beach ist wegen seiner Bedeutung für Watvögel als Important Bird Area (IBA) eingeordnet worden. Er ist einer der bedeutendsten Orte der Watvogelforschung im Nordwesten Australiens. Als Stützpunkt von über 400.000 Watvögeln, der über ein Prozent der globalen Population von Pfuhlschnepfe, Isabellbrachvogel, Großer Knutt, Knutt, Rotkehlstrandläufer, Grauschwanzwasserläufer, Terek-Wasserläufer, Australischer Strandläufer, Wüstenregenpfeifer, Regenpfeifer, Rotkopf-Regenpfeifer und Orientbrachschwalbe mit weiteren unregelmäßig hohen Anwesenheitszahlen anderer Arten ausmacht. Bereits seit 1981 finden jährliche Vogelberingungen und Zählungen von Watvögeln im Rahmen eines langfristig angelegten Programms zur Erfassung der Vogelpopulationen auf der asiatisch-australasiatischen Vogelfluglinie statt. Seit 1992 werden die meisten gefangenen Vögel an ihren Füßen markiert, um ihre genauen Flugwege und Aufenthaltsorte zu erforschen.

## Beschreibung

### Geografie

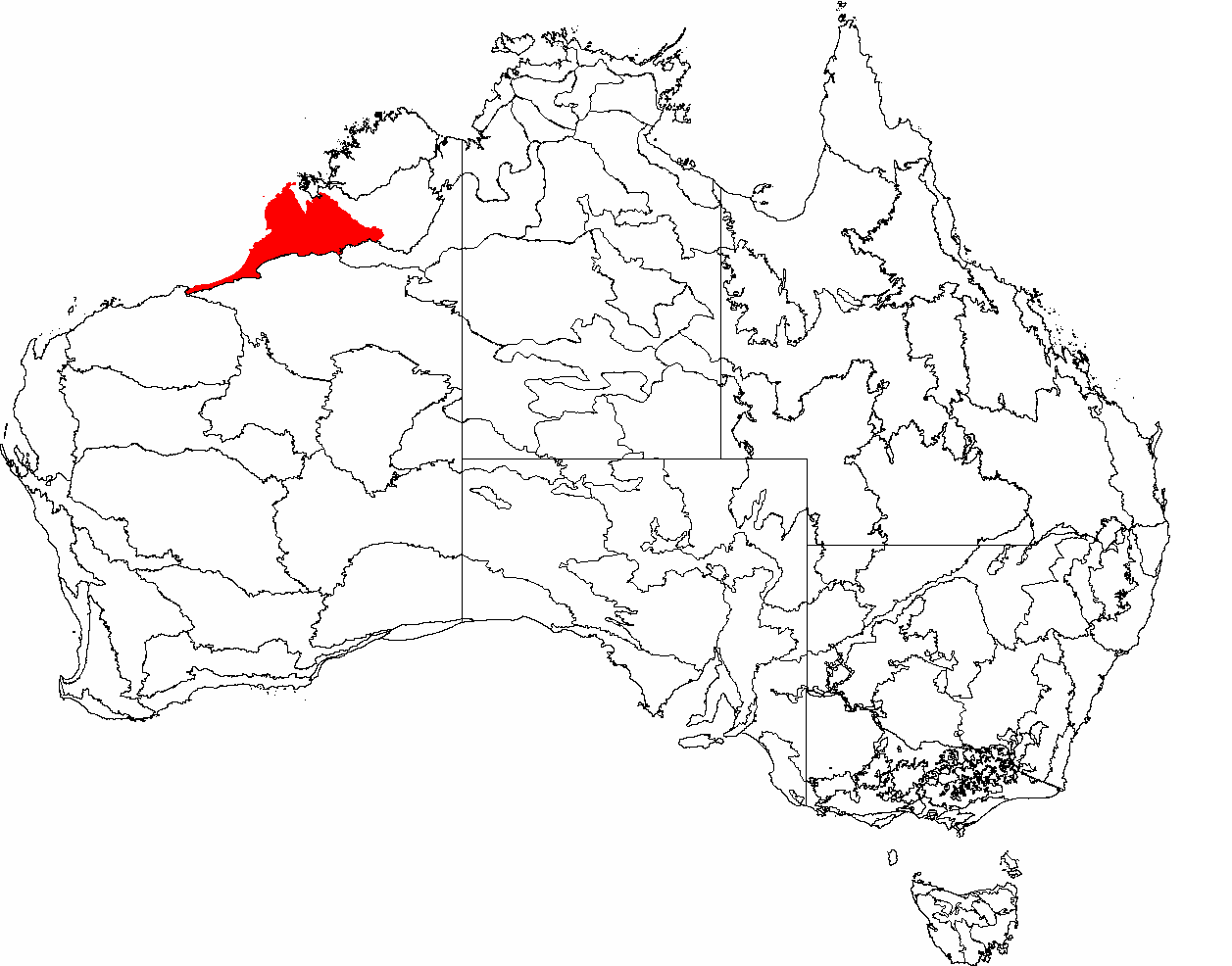
Der Eighty Mile Beach liegt entlang schmalen südwestlichen Ausdehnung der Dampierland-Bioregion (rot)

Der Eighty Mile Beach liegt in der Dampierland-Bioregion im Shire of Broome in der Kimberleyregion von Western Australia. Der Strand erstreckt sich südwestlich von Cape Missiessy (Position) in einer flachen Kurve bis Cape Keraudren (Position) und findet hier seinen Mittelpunkt (Position).
Der Strand ist etwa 100 m breit und hat eine leichte Neigung. Er besteht aus Sand mit einem hohen Anteil von Muscheltrümmern und unterliegt einem starken Tidenhub von bis zu 9 Metern. Die mit dem Strand verbundenen Wattflächen variieren in einer Weite von ein bis fünf Kilometer. Die landwärts gelegene Seite ist durch Dünen begrenzt, danach folgt ein schmales Überschwemmungsgebiet und weiter im Inland ein Landstreifen, genannt Pindan, eine lokale Savanne bzw. ein Buschland. Der größte Teil des Landes entlang der Küste wird von vier großen Rinderzuchtstationen bewirtschaftet, von der Anna Plains Station, Mandora Station, Wallal Station und Pardoo Station.

### Klima
Das Klima ist semi-arid wegen des Monsuns durch feuchtwarme Sommer und warme trockene Winter geprägt. Mittlere bis durchschnittliche Niederschlagsmengen liegen zwischen 327 und 341 mm bzw. gibt es eine jährliche Evaporation um 3500 mm. Die Niederschlagsmengen sind unterschiedlich, die jährlich stark je nachdem in der Regenzeit variieren. Dies hängt von den tropischen Zyklonen in der Zeit von Januar bis März ab.

## Ramsar Convention
Etwa 1750 km² des Strands und das damit verbundene Land, wie auch die Mandora Marsh, wurden am 7. Juni 1990 zum Gebiet der Ramsar Site 480 erklärt.

### Mandora Marsh
Mandora Marsh, auch Mandora Salt Marsh genannt, bildet unterschiedliche Feuchtgebietkomplexe aus, die auf einem Paläo-Flusssystem basieren. Sie liegen auf dem Gebiet der Mandora Station mit ihrem Ende im Westen, 30 Kilometer vom Eighty Mile Beach entfernt am Beginn des Great Northern Highway am westlichen Ende der Großen Sandwüste, in der die Bioregion liegt. Sie befindet sich in der Eighty Mile Beach Ramsar Site und ist von großer Bedeutung für die dortige Umwelt.

#### Flora
Entlang des Strands werden die vorgelagerten Dünen durch Green Birdflower (Crotalaria cunninghamii) und Beach Spinifex (Spinifex longifolius) stabilisiert. Nachgelagerte parallel verlaufende kalkhaltige Dünenrücken und Bodensenken sind gewöhnlich von Dune Wattle (Acacia bivenosa) bewachsen. Bedeutende Gräser sind die Whiteochloa airoides und die lokal endemische Triodia epactia, eine harzreiche Horst bildende Art. Das inländische Grasland ist stark durch die intensive Beweidung verändert und wird von eingeschleppten Grasarten wie Büffelgras (Cenchrus ciliaris) und Birdwood Grass (Cenchrus setiger) dominiert.

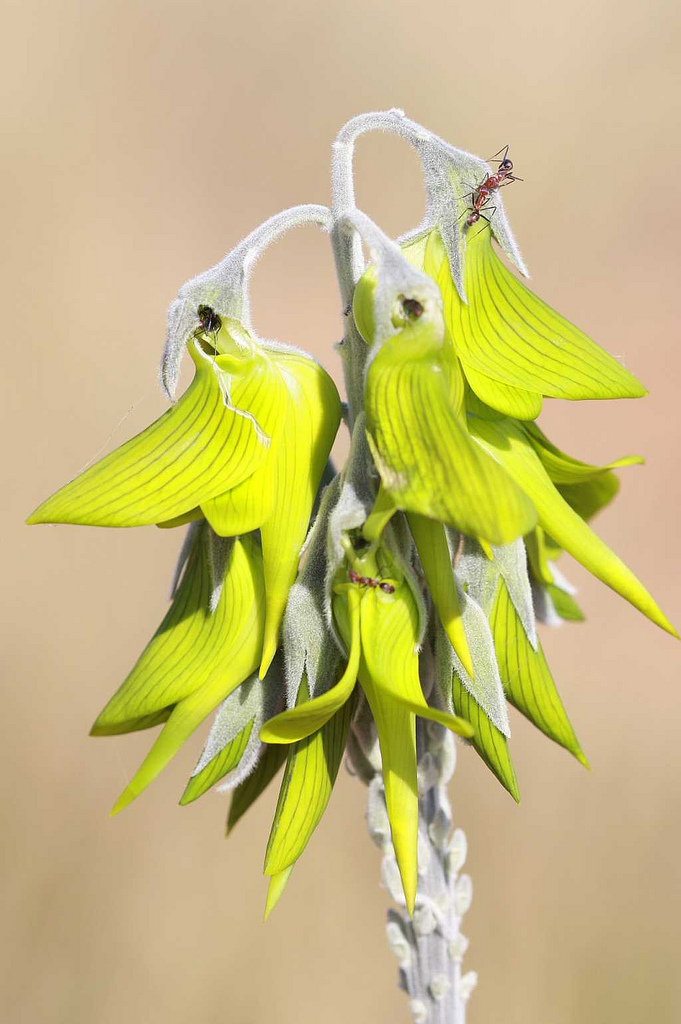
Green Birdflower
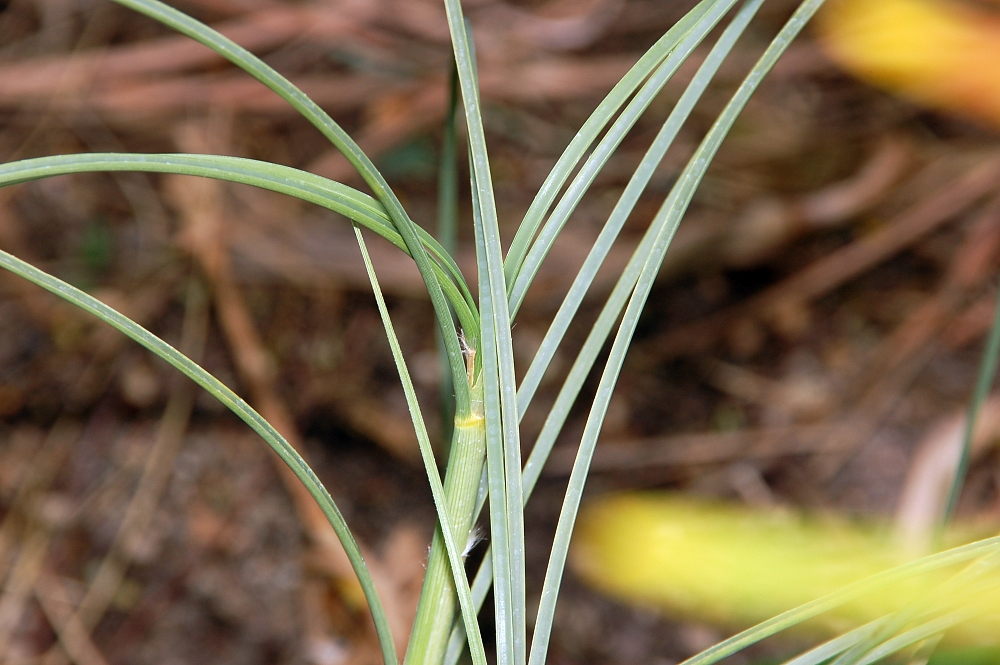
Beach Spinifex
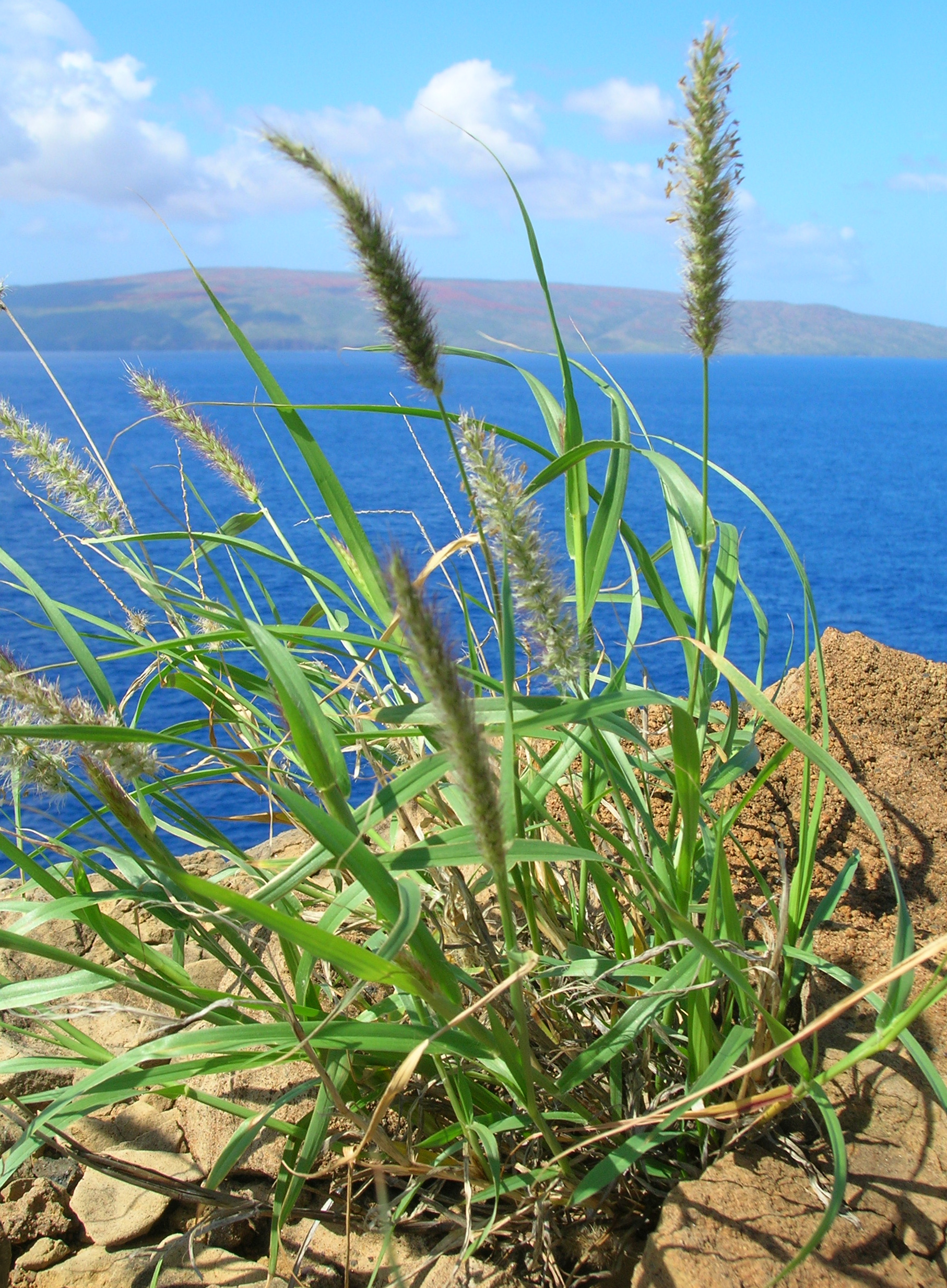
Büffelgras (cenchrus ciliaris)

#### Fauna
Die bedeutende Wert des Eighty Mile Beach liegt in der Anwesenheit einer sehr großen Anzahl von Watvögeln, für die er kein Brut- aber Rastplatz auf dem ostasiatisch-australasiatischen Flugweg ist. Er wird regelmäßig mehr als 400.000 Vögeln aufgesucht. Der Strand ist vor allem wichtig als Rastplatz von Vögeln, die von ihren Brutplätzen südwärts von ihren höher liegenden Breitengraden im Norden Asiens und Alaskas abwandern, um in der südlichen Hemisphäre im Sommer in Australien zu verweilen. Er ist einer der bedeutendsten Aufenthaltsplätze für die Wanderung von Großer Knutt und unterstützt mindestens ein Prozent der Population der Wandervögel (oder ein Prozent der Population der verbleibenden Vogelarten) der 17 Watvögel und des Raubseeschwalbe. Die häufigsten Watvogelarten am Strand sind Großer Knutt (mehr als 169.000 wurden gezählt), Pfuhlschnepfe (110.000) und Knuttstrandläufer (80.000). Andere bemerkenswerte Arten am Strand, einschließlich des Sichelstrandläufer (60.000), sind Rotkehlstrandläufer (60.000), Wüstenregenpfeifer (64.000) und Steppenregenpfeifer (Charadrius veredus) (57.000), Spitzschwanzstrandläufer (25.000) an beiden Stränden und Überschwemmungsgebieten sowie Sümpfen und der Zwergbrachvogel (12.000) in den Überschwemmungsgebieten.

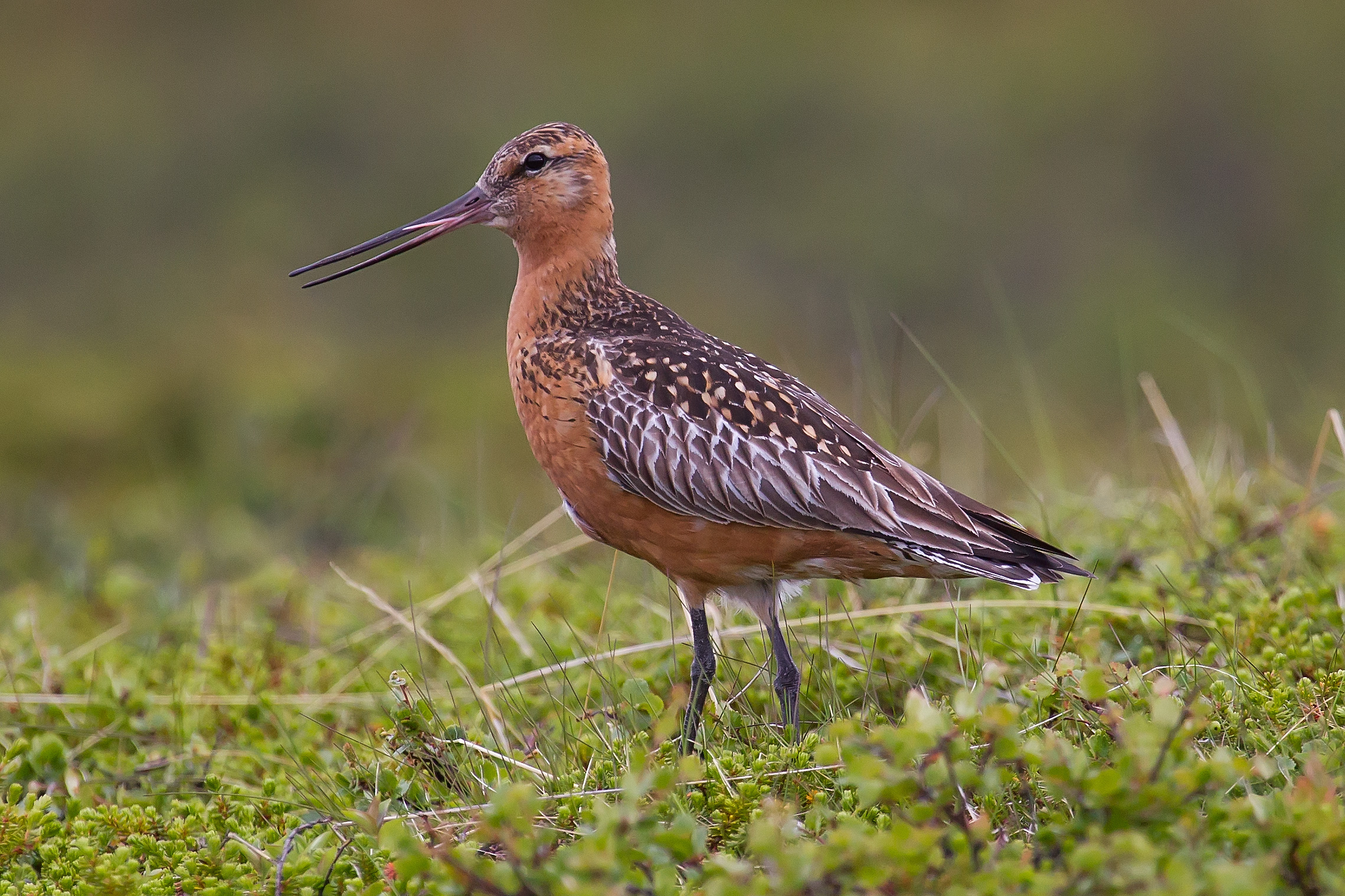
Pfuhlschnepfe
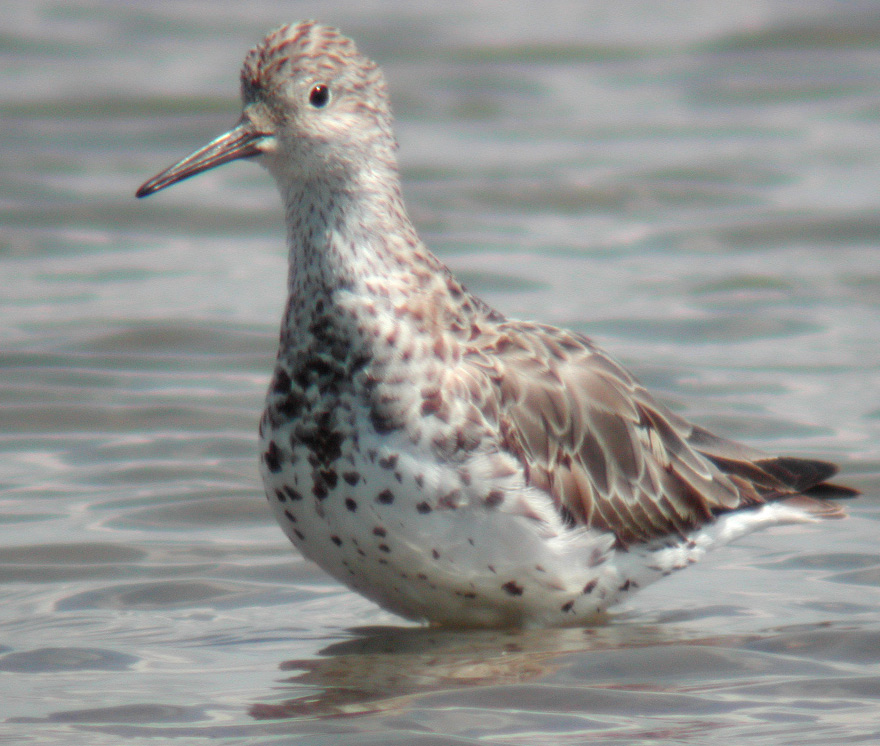
Großer Knutt
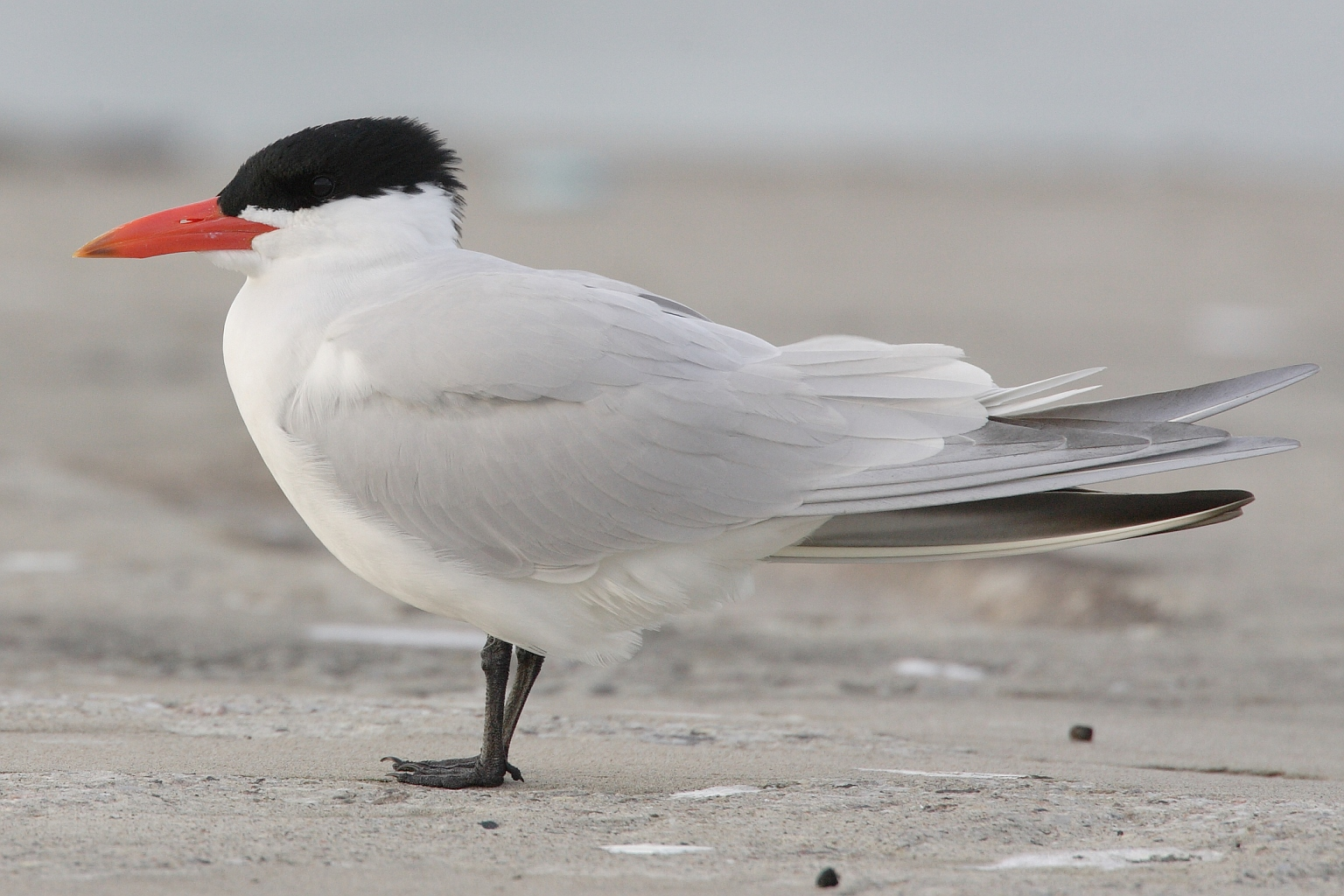
Raubseeschwalbe
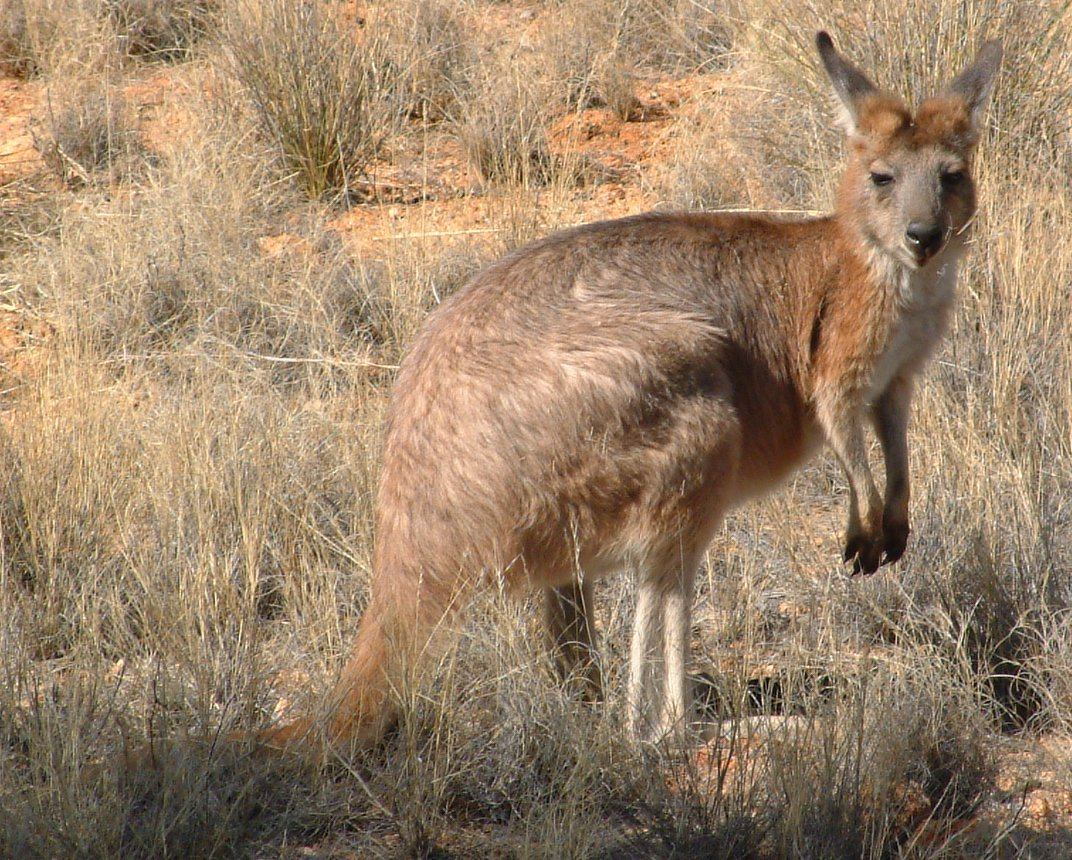
Bergkänguru

Wallriffschildkröten nisten zwischen Oktober und April an verstreuten Plätzen am Eighty Mile Beach. Küstenebenen in den südlichen Gebieten der Anna Plains Homestead sind Hochburgen des Australian Bustard, die auch eine hohe Dichte von Roten Riesenkängurus unterstützen. Der westliche Teil der Wallal Downs hat eine dichte Population von Bergkängurus.

## Tourismus und Strandzugang
Der Eighty Mile Beach findet bei Touristen relativ wenig Interesse, allerdings mit steigender Tendenz. Ein Caravanpark wurde auf dem Wallal Downs aufgebaut, ein Zugangspunkt zum Strand, der 250 km nördlich von Port Hedland und 365 km südlich von Broome liegt. Er wird auch von Anglern, Muschelsammlern und am Strand Erholungssuchenden aufgesucht.